# Calabash (strumento musicale)
Il calabash è uno strumento musicale a percussione, anche noto come calabassa o calabaza, della famiglia degli idiofoni.

## Descrizione
Il calabash è una percussione diffusa in Africa occidentale. Lo strumento è costituito da mezza Lagenaria siceraria, un frutto simile alla zucca, che in diversi paesi viene chiamato calabash. Questo, dopo essere stato seccato, viene percosso con i palmi delle mani, con i pugni, con le dita o con delle bacchette in legno per produrre suoni differenti. Il calabash è uno strumento tradizionale dell'Africa e viene utilizzato nella musica folk tradizionale di diversi paesi, come ad esempio il Mali dove viene usata spesso per accompagnare la kora e il ngoni.

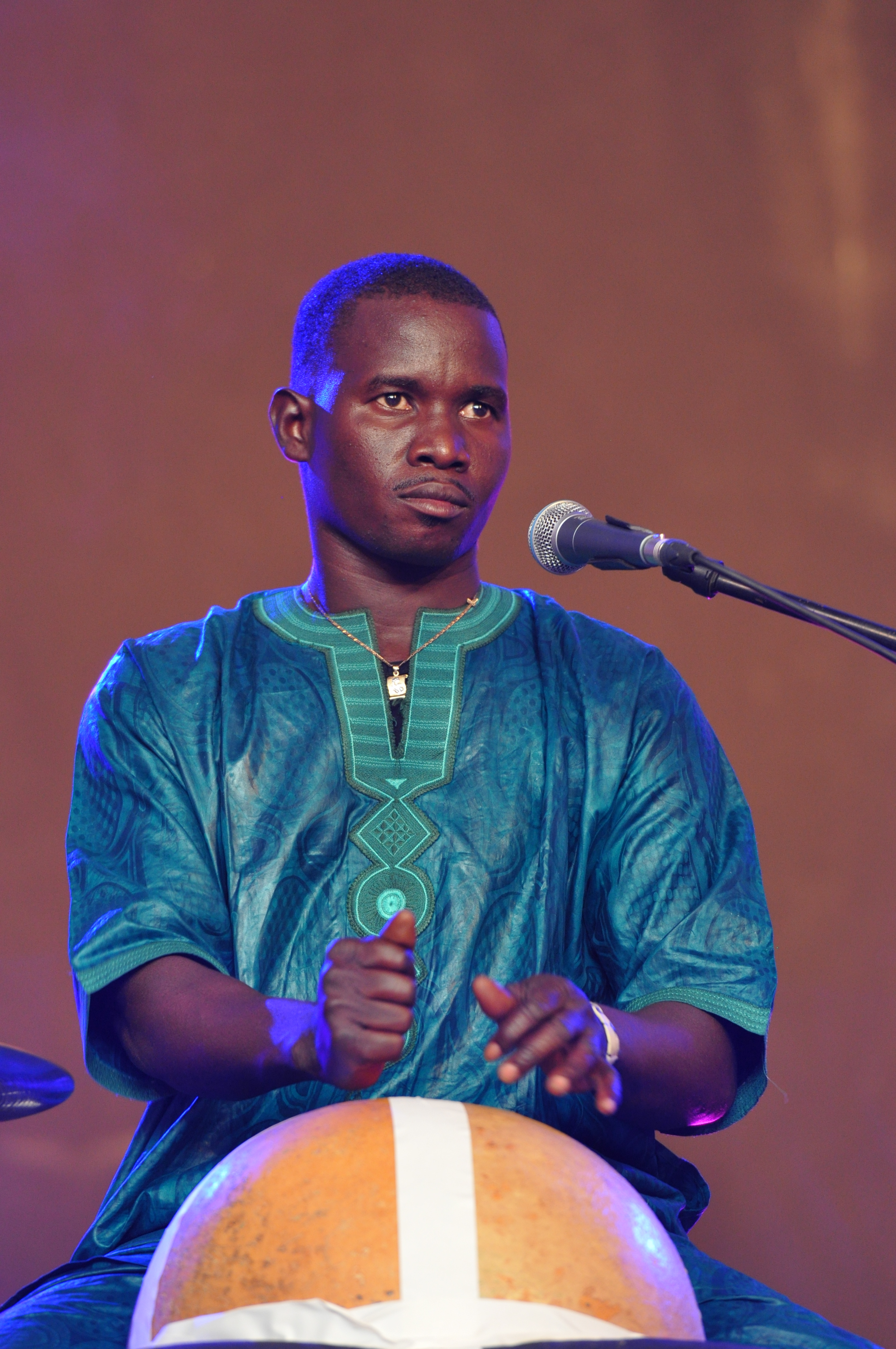
Percussionista suona il calabash con i pugni e con le dita